# Sphiximorpha brevilumbata
Sphiximorpha brevilumbata är en tvåvingeart som beskrevs av Yang och Cheng 1998. Sphiximorpha brevilumbata ingår i släktet savblomflugor, och familjen blomflugor. Inga underarter finns listade i Catalogue of Life.